# Câmp scalar
În analiza matematică, un câmp scalar este o funcție de mai multe variabile care asociază fiecărui punct al unui domeniu dintr-un spațiu euclidian un număr real, deci este o funcție scalară:
{\displaystyle \varphi :D\to \mathbb {R} ,\;\varphi (P)=\varphi (x_{1},x_{2},\cdots ,x_{n}),\;(\forall )P(x_{1},x_{2},\cdots ,x_{n})\in D,}
unde  {\displaystyle D\subseteq E^{n}.}

## Suprafață de nivel
Dându-se un punct fix  {\displaystyle P_{0},}  suprafața de ecuație:
{\displaystyle \varphi (P)=\varphi (P_{0})}
se numește suprafață de nivel a câmpului  {\displaystyle \varphi (P),}  atașată punctului  {\displaystyle P_{0}.}

### Exemplu
Se consideră câmpul scalar tridimensional definit prin  {\displaystyle \varphi ({\vec {r}})={\vec {a}}\cdot {\vec {r}},}  unde  {\displaystyle {\vec {a}}}  este un vector unitar constant, iar  {\displaystyle {\vec {r}}}  este vectorul de poziție al punctului curent din spațiu.
Atunci suprafețele de nivel ale câmpului sunt date de ecuația:
{\displaystyle {\vec {a}}\cdot {\vec {r}}=C,}
unde C este o constantă.
Aceste suprafețe sunt plane perpendiculare pe  {\displaystyle {\vec {a}}.} 
De exemplu, suprafața de nivel care trece prin punctul  {\displaystyle A(1,2,3)}  este planul perpendicular pe  {\displaystyle {\vec {a}}}  și care are ecuația:
{\displaystyle {\vec {a}}\cdot {\vec {r}}={\vec {a}}\cdot {\vec {b}},}  unde  {\displaystyle {\vec {b}}={\vec {i}}+2{\vec {j}}+3{\vec {k}}.} 

## Derivata după o direcție
Fie o curbă  {\displaystyle (\Gamma )}  care trece printr-un punct  {\displaystyle P_{0}.}  Dacă există limita:
{\displaystyle \lim _{P\to P_{0}}{\frac {\varphi (P)-\varphi (P_{0})}{l_{P_{0}P}}}=\left({\frac {d\varphi }{d{\vec {t}}}}\right)_{P_{0}}}
valoarea acesteia se numește derivata câmpului scalar după direcția de versor  {\displaystyle {\vec {t}}}  în punctul  {\displaystyle P_{0},} 
unde  {\displaystyle {\vec {t}}}  este versorul tangentei la curbă, în punctul P, iar  {\displaystyle l_{P_{0}P}}  este abscisa curbilinie a punctului  {\displaystyle P}  față de  {\displaystyle P_{0}.} 
Notând cu  {\displaystyle {\vec {n}}}  versorul normalei la suprafața de nivel care trece prin  {\displaystyle P_{0}}  și cu  {\displaystyle \theta }  unghiul dintre  {\displaystyle {\vec {t}}}  și  {\displaystyle {\vec {n}},}  există relația:
{\displaystyle \left({\frac {d\varphi }{d{\vec {t}}}}\right)_{P_{0}}=\left({\frac {d\varphi }{d{\vec {n}}}}\cdot \cos \theta .\right)_{P_{0}}}
Astfel, într-un spațiu tridimensional:
{\displaystyle \left({\frac {d\varphi }{d{\vec {n}}}}\right)_{P_{0}}={\sqrt {\left({\frac {\partial \varphi }{\partial x_{0}}}\right)^{2}+\left({\frac {\partial \varphi }{\partial y_{0}}}\right)^{2}+\left({\frac {\partial \varphi }{\partial z_{0}}}\right)^{2}}}.}
Dacă  {\displaystyle \varphi _{h}(P),\;(h=1,2,\cdots ,n),}  sunt funcții diferențiabile și la fel și funcția  {\displaystyle F(\varphi _{1},\varphi _{2},\cdots ,\varphi _{n}),}  atunci:
{\displaystyle {\frac {dF}{d{\vec {t}}}}=\sum _{h=1}^{n}{\frac {\partial F}{\partial \varphi _{h}}}\cdot {\frac {\partial \varphi _{h}}{\partial {\vec {t}}}}.}

### Exemplu
Pentru calculul derivatei lui  {\displaystyle \Phi =x^{2}yz+4xz^{2}}  în punctul  {\displaystyle A(1,2,-1)}  și după direcția  {\displaystyle 2{\vec {i}}-{\vec {j}}-2{\vec {k}}}  se fac calculele:
{\displaystyle {\overrightarrow {\nabla }}\Phi ={\overrightarrow {\nabla }}(x^{2}yz+4xz^{2})=(2xyz+4z^{2}){\vec {i}}+x^{2}z{\vec {j}}+(x^{2}y+8xz){\vec {k}},}
{\displaystyle {\overrightarrow {\nabla }}\Phi _{A}=0{\vec {i}}-{\vec {j}}-6{\vec {k}}.}
Vectorul unitar în direcția  {\displaystyle 2{\vec {i}}-{\vec {j}}-2{\vec {k}}}  este:
{\displaystyle {\vec {a}}={\frac {2{\vec {i}}-{\vec {j}}-2{\vec {k}}}{\sqrt {2^{2}+(-1)^{2}+(-2)^{2}}}}={\frac {2}{3}}{\vec {i}}-{\frac {1}{3}}{\vec {j}}-{\frac {2}{3}}{\vec {k}}.}
Deci:
{\displaystyle {\overrightarrow {\nabla }}\Phi \cdot {\vec {a}}=(0{\vec {i}}-{\vec {j}}-6{\vec {k}})\cdot \left({\frac {2}{3}}{\vec {i}}-{\frac {1}{3}}{\vec {j}}-{\frac {2}{3}}{\vec {k}}\right)={\frac {13}{3}}.}

## Gradientul unui câmp scalar
Dacă  {\displaystyle \alpha ,\beta ,\gamma }  sunt componentele versorului  {\displaystyle {\vec {t}},}  în cazul unui spațiu tridimensional:
{\displaystyle \left({\frac {d\varphi }{d{\vec {t}}}}\right)_{P_{0}}=\alpha {\frac {\partial \varphi }{\partial x_{0}}}+\beta {\frac {\partial \varphi }{\partial y_{0}}}+\gamma {\frac {\partial \varphi }{\partial z_{0}}}.}
Vectorul de componente  {\displaystyle {\frac {\partial \varphi }{\partial x_{0}}},{\frac {\partial \varphi }{\partial y_{0}}},{\frac {\partial \varphi }{\partial z_{0}}}}  se numește gradientul câmpului scalar diferențiabil  {\displaystyle \varphi (P)}  în punctul  {\displaystyle P_{0}\in D}  și se notează  {\displaystyle (grad\;\varphi )_{P_{0}}.} 
Există relațiile:
{\displaystyle grad\;\varphi ={\frac {d\varphi }{d{\vec {n}}}}\cdot {\vec {n}}}
{\displaystyle grad\;F(\varphi _{1},\varphi _{2},\cdots ,\varphi _{n})=\sum _{h=1}^{n}{\frac {\partial F}{\partial \varphi _{h}}}\cdot grad\;\varphi _{h}.}
Operatorul diferențial vectorial:
{\displaystyle {\vec {\nabla }}=={\vec {i}}{\partial  \over \partial x}+{\vec {j}}{\partial  \over \partial y}+{\vec {k}}{\partial  \over \partial z}}
se numește nabla sau operatorul Hamilton.
Deci:
{\displaystyle grad\;\varphi ={\vec {\nabla }}\varphi ,\;\;{\frac {d\varphi }{d{\vec {t}}}}=\left({\vec {t}}\cdot {\overrightarrow {\nabla }}\right)\cdot \varphi .}

## Derivata în raport cu un vector
Fie  {\displaystyle {\vec {u}}}  un vector de mărime u și versor  {\displaystyle {\vec {u}}_{0},}  adică  {\displaystyle {\vec {u}}=u\cdot {\vec {u}}_{0}.} 
Dacă se notează  {\displaystyle {\vec {u}}\cdot {\overrightarrow {\nabla }}=u\left({\vec {u}}_{0}\cdot {\dot {\nabla }}\right)}  atunci expresia:
{\displaystyle \left({\vec {u}}\cdot {\overrightarrow {\nabla }}\right)\varphi =u\cdot {\frac {d\varphi }{d{\vec {u}}_{0}}}}
se numește derivata funcției  {\displaystyle \varphi (P)}  în raport cu vectorul  {\displaystyle {\vec {u}}.}